# لورين بتنر
لورين بتنر (بالإنجليزية: Lauren Bittner)‏ هي ممثلة أمريكية، ولدت في 22 يوليو 1980 بنيويورك في الولايات المتحدة.

## أعمال

### أفلام
- (2007) بستاني جنة عدن
- (2011) نشاط خارق 3[5][6]

## وصلات خارجية
- لورين بتنر على موقع IMDb (الإنجليزية)
- لورين بتنر على موقع ألو سيني (الفرنسية)
- لورين بتنر على موقع أول موفي (الإنجليزية)
- لورين بتنر على موقع قاعدة بيانات الفيلم (الإنجليزية)
- لورين بتنر على موقع كينوبويسك (الروسية)